# 花样年华 (电视节目)
《花样年华》是中国江苏卫视于2012年5月推出的一档青春励志、道德建设真人秀节目，节目通过下乡的方式，把五个具有典型特点的90后女星送往云贵高原山区，进行为期15天的艰苦生活锻炼，完成他们的自我蜕变。第一季已于2012年播出，第二季2014年5月17日开始，正在播放。

## 第一季（2012）
- 播出时间：2012年5月22日－2012年6月6日江苏卫视周六晚上，共12期
- 体验地点：中国云南省西双版纳傣族自治州勐海县西定乡章朗村（布朗族村寨）
- 体验方式：放牛、放羊、煮饭、种菜等农活体验
- 主题曲：丁当《蓝色翅膀》
- 参与嘉宾 
  - 自卑女-常悦，职业模特
  - 娇娇女-赵彤，职业歌手，2011快乐女声长沙赛区20强
  - 富二代-王若涵，职业演员
  - 中性女-李程程，职业歌手，2010花儿朵朵全国30强
  - 乖乖女-王玉珏，职业大学资优生

## 第二季（2014）
- 首播时间：2014年5月17日[4]- 江苏卫视周六晚上，共12期
- 体验地点：中国贵州省黔东南苗族侗族自治州雷山县丹江镇乌东村（苗族村寨）
- 体验方式：放牛、放羊、煮饭、种菜等农活体验
- 主题曲：曾轶可《花样年华》[5]
- 参与嘉宾 
  - 葛大姐-葛荟婕，职业模特,2004年法国皮尔卡丹国际模特大赛亚军。摇滚歌手汪峰前女友，18岁（2005年）时为汪峰生下一女。
  - 猪小妹-关诗敏，职业歌手，华人星光大道第一季冠军
  - 个性女-李斯丹妮，职业歌手，2011快乐女声全国第六名
  - 温柔女-曾轶可，职业歌手，2009快乐女声全国第九名，代表作《狮子座》
  - 小公主-杨紫，职业演员，代表作《家有儿女》
  - 娇羞女-刘萌萌，职业演员，代表作《爱情公寓3》
  - 小男神-白举纲，2013快乐男声全国季军
- 本季栏目于第五期葛荟婕因个人身体因素退出，刘萌萌加入[6][7]。